# دييجو هيدالجو شنور
دييجو هيدالغو شنور (بالإسبانية: Diego Hidalgo Schnur)‏ (5 نوفمبر 1942) هو رجل أعمال إسباني ومفكر ورجل أعمال. ابوه هو دييغو هيدالغو إي دوران (1886-1961)، الذي كان محامي بارز ومؤلف ومفكر ووزير للحرب في ظل الجمهورية الإسبانية الثانية (1931-1936)، والدته هي جيردا شنور دي هيدالغو (1910-1969)، وهي أيضًا مفكرة عاشت في باريس من عام 1926 إلى عام 1939. يتحدث دييجو عدة لغات، وهو ويتحدث الإسبانية والفرنسية والإنجليزية بطلاقة.

## النشأة والتعليم
ولد دييجو في مدريد في 5 نوفمبر 1942، ودرس القانون في جامعة كومبلوتنسي بمدريد (1959-1964) وحصل على ماجستير في إدارة الأعمال من جامعة هارفارد (1966-1968).وكان مرشحاً للحصول على درجة الدكتوراه في العلوم السياسية من جامعة مدينة نيويورك (1996-2001).

## المسار المهني
عمل هيدالغو في البنك الدولي من عام 1968 إلى عام 1977 حيث ترقى في وظيفته حتى أصبح في عام 1974 رئيسًا قسم، حيث تولى مسؤوليات مشروعات البنك الدولي في 45 دولة أفريقية في جنوب الصحراء. كان أصغر شخص وأول إسباني يشغل هذا المنصب. وهو مؤسس فريدا FRIDA (صندوق البحوث والاستثمار لتنمية إفريقيا) ورئيس DFC (مؤسسة تمويل التنمية) منذ عام 1977.
شارك في تأسيس PRISA ، المجموعة الإعلامية الإسبانية الرئيسية وواحدة من أهم المجموعات الاعلامية الناطقة باللغة الإسبانية. وهو حاليًا عضو في مجلس إدارة PRISA وكذلك صحيفة El Pais اليومية منذ عام 1980 والقناة الإذاعية Cadena SER منذ 1984 كما شارك في إدارة العديد من دور النشر والمجلات.
في عام 1994، تم اختياره في برنامج زميل مركز ويذرهيد للشؤون الدولية Weatherhead Center for International Affairs في جامعة هارفارد، حيث كان بين عامي 1996 و 1999 مساعدًا أول في مركز الدراسات الأوروبية. في عام 2009، حصل على جائزة الالتزام بالتنمية «أفكار عملية» “Ideas in Action” من مركز التنمية العالمية.

## مؤسس
وهو المؤسس والرئيس الفخري حاليًا لـ FRIDE ، (Fundación para las Relaciones Internacionales y el Diálogo Exterior) مؤسسة العلاقات الدولية والحوار الخارجي، لنادي مدريد، وهو اتحاد يضم أكثر من سبعين رئيس دولة وحكومة منتخبين ديمقراطياً، CITPax (مركز توليدو الدولي) من أجل السلام) و Fundacio Maimona. وهو رئيس مجلس إدارة DARA (منظمة دولية) و Concordia 21. وهو أيضًا عضو مؤسس وكبير زملاء مؤسسة غورباتشوف لأمريكا الشمالية (GFNA)، وعضو نشط في نادي روما ومجلس المحافظين.

## مؤلفاته
في عام 1996 نشر كتاباً بعنوان (مستقبل اسبانيا) El futuro de españa دار نشر توروس، والذي أخذ مكانته ضمن أفضل 10 كتب مبيعًا في إسبانيا خلال 23 أسبوعًا، ونشر في عام 1998 كتاب (أوروبا والعولمة والاتحاد النقدي) Europa و Globalización y Unión Monetaria عبر دار نشر سيدارث ميهتا، 1998.